# リッチー・ラリア
リッチー・ラリア（1995年1月7日 - ）はカナダのサッカー選手。ポジションはDF。トロントFC所属。弟のレジー・ラリアもサッカー選手である。

## 経歴
2016年、ドラフト7巡目でオーランド・シティSCに加入した。加入まもなく、リザーブチームの所属となった。2018年11月27日に、クラブ退団を発表した。
2019年3月21日、トロントFCに加入した。
2022年1月8日、ノッティンガム・フォレストFCと3年半契約を結んだ
2022年8月、トロントに期限付き移籍して復帰した。

### 代表
2016年9月7日のキューバ代表戦でA代表デビュー。
2022 FIFAワールドカップの本大会メンバーにも選出された。

## 代表歴

### 出場大会
- カナダ代表
  - 2022 FIFAワールドカップ

### 試合数
- 国際Aマッチ 48試合 1得点（2019年-）[10]

| カナダ代表 | 国際Aマッチ | 国際Aマッチ |
| 年         | 出場        | 得点        |
| ---------- | ----------- | ----------- |
| 2019       | 4           | 0           |
| 2020       | 2           | 0           |
| 2021       | 16          | 1           |
| 2022       | 15          | 0           |
| 2023       | 11          | 0           |
| 2024       |             |             |
| 通算       | 48          | 1           |